# Penthea vermicularis
Penthea vermicularis är en skalbaggsart som först beskrevs av Johan Wilhelm Dalman 1817.  Penthea vermicularis ingår i släktet Penthea och familjen långhorningar. Inga underarter finns listade i Catalogue of Life.